# Tina Gustafsson
Tina Isabel Gustafsson  (ur. 30 września 1962 w Norrköping) – szwedzka pływaczka, uczestniczka Letnich Igrzyskach Olimpijskich 1980.
Na igrzyskach w Moskwie w 1980 roku w sztafecie 4 × 100 metrów stylem dowolnym, wraz z Cariną Ljungdahl, Agnetą Mårtensson i Agnetą Eriksson, zajęła 2. miejsce, przegrywając jedynie z przedstawicielkami NRD. Na tych igrzyskach wystartowała jeszcze na 200 metrów stylem dowolnym (odpadła w eliminacjach) oraz w sztafecie 4 × 100 metrów stylem zmiennym (4. miejsce).